# Horizon (physique)
Pour les articles homonymes, voir Horizon.

Horizon (graphique).

L’horizon physique est un concept géométrique de limitation de la perception qui recouvre plusieurs phénomènes physiques.

## Horizon terrestre optique

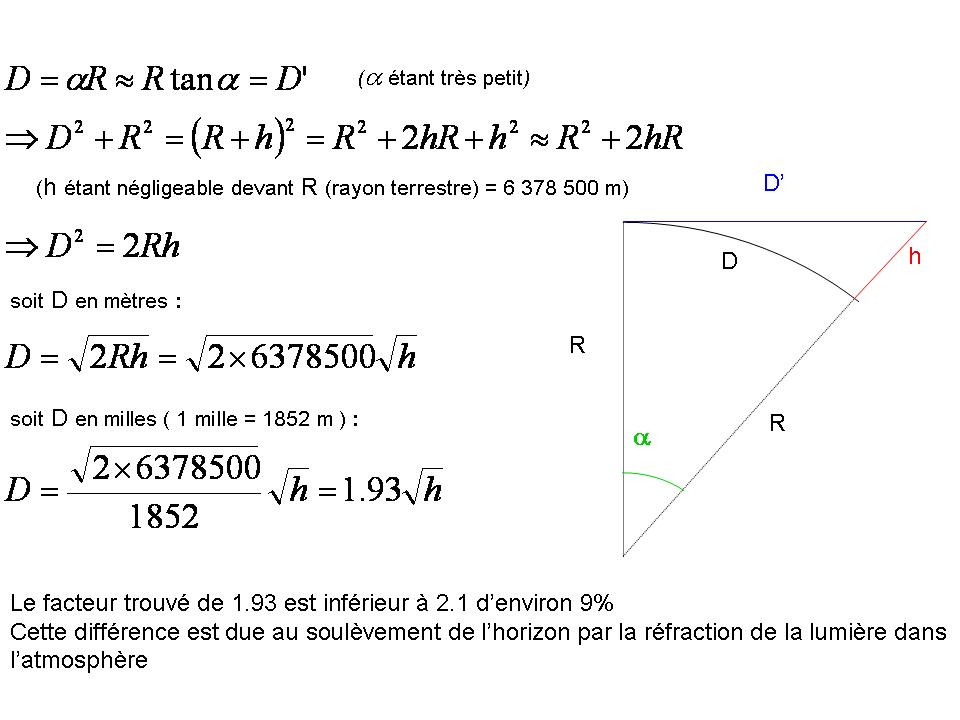
Calcul de la distance D de l'horizon pour un observateur situé à une hauteur h au-dessus du sol.

Il s'agit d'un cercle centré sur l’observateur entre le ciel et la Terre, tenant compte de la courbure de cette dernière. En beaucoup d’endroits l’horizon n’est pas visible à cause des obstacles, mais il devient évident lorsque l’on est face à une étendue d’eau. Celle-ci doit offrir une étendue d’au moins {\displaystyle {\sqrt {13h}}} kilomètres, où {\displaystyle h} est la hauteur en mètre des yeux, car cette distance est approximativement celle de l'horizon.
En navigation, les distances étant mesurées en milles marins (ou nautiques), cette formule s'écrit {\displaystyle D=2,1{\sqrt {h}}\,}, distance (en milles) de l'horizon pour un observateur situé à une hauteur h (en mètres) de la surface de l'eau.
De même, le relief (d'une côte, d'une île) ou la mâture d'un bateau, d'une hauteur {\displaystyle H} (en mètres) apparaîtra à l'horizon d'un observateur situé à une hauteur {\displaystyle h}, à une distance {\displaystyle D=2,1({\sqrt {H}}+{\sqrt {h}})\,}, (en milles nautiques), si les conditions de visibilité le permettent.

« L'horizon est bien souvent consulté par les marins, car c'est là que se présentent tous les accidents qui viennent jeter quelque variété dans l'uniforme monotonie de leur existence. Terre, navire, rocher, tempête, tout vient de l'horizon; quand il est vide le navire est seul, et un rayon de plusieurs lieues le sépare de toute chose, dans ce grand vide à peine peuplé de quelques poissons et de quelques oiseaux. Du haut de la mâture l'horizon s'agrandit... »

— Jules Lecomte, Dictionnaire pittoresque de marine. 1835

Une chose invisible pour les navigateurs restés sur le pont devient apparente pour celui qui s'élève davantage au-dessus de la surface de la mer, ce que l'on appelait en termes de marine « abaissement ». Un horizon abaissé est agrandi par l'élévation du point de vue.

## Horizon terrestre radar
L’horizon-radar est plus éloigné, les ondes radars étant un peu plus réfractées que la lumière, la formule devient : {\displaystyle D=2,2{\sqrt {h}}\,}, distance (en milles) de l'horizon pour une antenne située à une hauteur h (en mètres) de la surface de l'eau.

## Horizon astronomique
En astronomie, il s'agit simplement d'un plan horizontal limitant leur visibilité aux seuls objets célestes situés au-dessus. Ainsi dans les sphères armillaires, les globes terrestres, les sphères célestes, il est figuré par un anneau horizontal faisant partie souvent du support mécanique, dans lequel évolue la sphère sur son axe.

## Horizon cosmologique
En relativité générale le terme d'horizon est utilisé pour désigner la région qui limite l'intérieur d'un trou noir dont aucun corps, lumière, ou information ne peut s'échapper classiquement.
Gilles Cohen-Tannoudji est le promoteur d’une généralisation du concept dans le contexte de la relativité ; l’horizon permet de lier l’objectivité du phénomène à l’expérience du sujet[réf. nécessaire][Information douteuse].
Hawking représente l’espace-temps du point de vue d’un observateur, comme un cône : l’information concernant les événements à l’extérieur du cône n’ont pas pu parvenir à l’observateur, du fait de la limite de leur vitesse de propagation. L’horizon est donc la surface de ce cône.
Une conséquence de la théorie d’Everett serait que ce que nous nommons le passé ne constitue que la conséquence (et non la cause) de notre état présent d’observateur. John Wheeler ne cache pas son intérêt pour ce point de vue, bien que la communauté des physiciens se montre plus réservée à ce sujet.[réf. nécessaire][Information douteuse]